# N699 (België)
De N699 is een gewestweg in de Belgische provincie Luik. De weg verbindt de N617 in Jemeppe-sur-Meuse met de N617 in Flémalle. Het wegnummer wordt niet op de route aangegeven. De route heeft een lengte van ongeveer 4 kilometer.
De weg loopt door het industrieterrein van Jemeppe-sur-Meuse en door dorpsstraatjes. Van begin tot eind is de N617 langs de Maas sneller.

## Plaatsen langs de N699
- Jemeppe-sur-Meuse
- Flémalle-Grande
- Flémalle